# 盤庚
盤庚（ばんこう）は、殷朝の第19代王。陽甲の弟。
董作賓による卜辞の研究において、盤庚の治世中の『二十六年第三月甲午十六日』に月食の記録があった事を発見し、それを天文学によって割り出した結果、紀元前1373年3月27日の事と割り当てている。更にこの月食は殷墟がある安陽では見られず、地方からの報告によって記録されたものであり、当時の殷の支配地域がかなり広い範囲に及んでいた事が判明している。

## 史書の盤庚
竹書紀年によれば、盤庚は殷滅亡までの最後の首都殷（現在の河南省安陽市）の地へ遷都したとされる。
史記によれば、盤庚は、殷ではなく、黄河の南に渡って成湯の故地である亳に遷都したとする。この時、諸侯や民衆は度重なる遷都（殷は成湯の頃から盤庚のこの回まで5回遷都した）に憤ったが、盤庚は成湯の頃の善政を復興させるのだと言って押し切った。盤庚はその言葉どおり成湯の頃の善政を復興させたので、殷の勢いはまた強くなった。